# باخ آن دم مارگروند
باخ آن دم مارگروند یک رودخانه است که در ایالت هسن آلمان واقع شده است.